# المراقب العالمي لريادة الأعمال
المراقب العالمي لريادة الأعمال (GEM) هو دراسة عالمية تجرى من قبل مجموعة من الجامعات.
بدأت في عام 1999 وتهدف إلى تحليل مستوى ريادة الأعمال في مجموعة واسعة من البلدان (70 بلدا في تقرير 2013).
وتقيس الدراسة ريادة الأعمال من خلال الدراسات الاستقصائية والمقابلات الميدانية للخبراء، يجريها فرق من كل بلد.
حقق هذا التقرير دورا هاما في البحث العلمي حول ريادة الأعمال لسعته وتسلسل مصدر بياناته .

## محتويات
المؤشر الرئيسي المستخدم يسمى «إجمالي المرحلة المبكرة للنشاط التجاري» و الذي يقيم نسبة السكان في سن العمل سواء ممن سيبدأون النشاط التجاري، أو الذين بدأوا نشاطهم من فترة أقصاها 3 سنوات ونصف.

## بيانات المراقب
البيانات المستخدمة في المراقب تجمع من مسحين كبيرين هما : مسح السكان البالغين والآخر مسح الخبراء الوطنيين. يمسح الأول حوالي 2000 بالغ في كل دولة يغطيها المراقب ويغطي التطلعات الريادية لسكان الدولة. مسح الخبرات الوطنية يعتمد على مسح مجموعة من خبراء الأعمال والأكاديميين في كل دولة أصحاب مجموعة واسعة من التخصصات لقياس العوامل المؤسسية للبلد.
في كل سنة،  يجمع المراقب مسوحات 2000 بالغ بالإضافة إلى  36 خبيرا على الأقل من البلد المعني في تقرير سنوي. هذا التقرير يأتي في ملف PDF قابل للتحميل . في تقرير 2014, شارك 206,000 بالغ من جميع أنحاء العالم بشكل مجهول  جنبا إلى جنب مع 3,936 من الخبراء الوطنيين. كل تقرير منشور يختلف عما سبقه ولكن كل التقارير السنوية تشمل قسما خاص بالمنظور العالمي لريادة الأعمال لهذا العام.

## نموذج المراقب
بيانات المراقب تستخدم لإنتاج نموذج أكبر يربط سلسلة من حالات بنية المشاريع الريادية بموجز المرحلة المبكرة للمشاريع وتطلعات المشاريع والتقدم التقني ونمو الناتج المحلي الإجمالي  وغيرها من متغيرات الاقتصاد الكلي. تعكس حالات بنية المشاريع الريادية عوامل مؤسسية بروابط نظرية  مع ريادة الأعمال ويتم إنتاجها باستخدام بيانات من مسح الخبراء الوطنيين.
تم مراجعة نموذج المراقب الأصلي   ليعكس مراحل التطورلتعميم توضيحات النموذج لجميع البلدان. المنهجية في ذلك أعتمدت بالأساس على ورقة لمايكل إي بورتر وجيفري د. ساشس وجون و.ماك آرثر  لتعكس الاختلافات في المؤسسات المحتاجة في نقاط مختلفة في التنمية الاقتصادية للبلاد.